# Airegin
Airegin è un brano musicale jazz composto da Sonny Rollins e inciso per la prima volta il 29 luglio 1954 negli studi di registrazione di Rudy Van Gelder ad Hackensack (New Jersey) per la Prestige Records, da Miles Davis e Sonny Rollins nell'LP Miles Davis with Sonny Rollins.
Airegin è Nigeria scritto al contrario.
La formazione della prima incisione del 1954 era la seguente:
- Miles Davis - tromba
- Sonny Rollins- sax tenore
- Percy Heath - contrabbasso
- Kenny Clarke - batteria
- Horace Silver - pianoforte

## Altre versioni
- Nel 1957 Miles Davis con John Coltrane ed il quintetto ne proposero una loro versione nell'album Cookin' with the Miles Davis Quintet
- Nel 1960 Wes Montgomery nell'LP  The Incredible Jazz Guitar of Wes Montgomery
- Nel 1980 il chitarrista Grant Green nell'album, registrato nel 1962, Nigeria
- Nel 1983 Stan Getz e Chet Baker nell'album dal vivo The Stockholm Concerts[2]
- Nel 1985 i Manhattan Trasfer ne incisero una loro versione cantata nel loro album Vocalese con un testo scritto da Jon Hendricks